# David Siegel (Skispringer)
David Siegel (* 28. August 1996 in Baiersbronn) ist ein ehemaliger deutscher Skispringer. Bei den Nordischen Junioren-Skiweltmeisterschaften 2016 wurde er Einzelweltmeister und Titelträger mit der Mannschaft.

## Werdegang
David Siegel startete für den SV Baiersbronn. Er begann seine internationale Karriere am 25. und 26. Februar 2012 mit zwei Wettbewerben im FIS Cup in Baiersbronn, bei denen er Vierter und Achter wurde. Im August desselben Jahres startete Siegel in Einsiedeln zum ersten Mal im Skisprung-Alpencup, weitere Teilnahmen an Wettbewerben des Alpencups folgten im Laufe der nächsten Jahre. Das mit Abstand beste Ergebnis für Siegel im Alpencup war hierbei ein zweiter Platz im französischen Chaux-Neuve. Am 16. und 17. August 2014 debütierte David Siegel schließlich in Kuopio im Continental Cup. Bei diesen Wettbewerben erreichte er die Plätze 19 und 40. Seitdem folgten regelmäßige Auftritte im FIS-, Alpen- und Continental-Cup.
Seine bisher stärkste Saison im Continental-Cup hatte er mit der Saison 2015/16. In dieser erreichte er mit dem zehnten Platz in Rena am 11. Dezember 2015 zum ersten Mal eine Top-10-Platzierung im Continental-Cup. Am 19. und 20. Dezember 2015 gelangen Siegel im finnischen Rovaniemi seine bisherigen besten Ergebnisse im Continental-Cup. Nachdem er am 19. Dezember einen achten Platz belegte, siegte Siegel im zweiten Wettbewerb am darauffolgenden Tag und erreichte so seinen ersten Continental-Cup-Sieg. Bundestrainer Werner Schuster nominierte Siegel im Dezember 2015 erstmals in die nationale Gruppe bei den Springen zur Vierschanzentournee 2015/16. In Oberstdorf schied er jedoch in der Qualifikation aus. Im zweiten Wettkampf der Tournee in Garmisch-Partenkirchen erreichte er den 16. Platz und damit gewann seine ersten Weltcuppunkte.
Bei den Nordischen Junioren-Skiweltmeisterschaften 2016 in Râșnov wurde Siegel vor Domen Prevc aus Slowenien und Ryōyū Kobayashi aus Japan Einzelweltmeister. Zusätzlich holte er Gold mit der Mannschaft und Bronze mit dem Mixed-Team. Im Oktober 2016 gewann Siegel in Oberhof in Abwesenheit des Vorjahressiegers Severin Freund den Deutschen Meistertitel vor Andreas Wellinger und Richard Freitag.
Die Vierschanzentournee 2018/19 schloss er in der Gesamtwertung als 22. ab. Das bislang beste Einzel-Ergebnis seiner Karriere erzielte er am Wochenende nach der Vierschanzentournee mit dem fünften Platz im italienischen Val di Fiemme. Am 19. Januar 2019 erreichte David Siegel im Teamwettbewerb von Zakopane gemeinsam mit Karl Geiger, Markus Eisenbichler und Stephan Leyhe seinen ersten Weltcupsieg. Im zweiten Durchgang stürzte er nach der Landung jedoch schwer und zog sich dabei einen Kreuzbandriss zu, was für ihn das Saison-Aus bedeutete. Auch die darauffolgende Saison verpasste Siegel aufgrund dieser Verletzung, bei der auch das Innenband, der Meniskus und noch mehr im rechten Knie gerissen oder beschädigt wurde. Bei seinem Comeback im August 2020 beim Grand Prix in Wisła erreichte Siegel direkt die Punkteränge.
Nachdem er bei der Kadereinteilung des DSV für die Saison 2023/24 nicht mehr berücksichtigt worden war, gab er am 30. Mai 2023 in den sozialen Medien sein Karriereende bekannt.

## Privates
Siegel schloss 2012 die Realschule ab. Sein Bruder Jonathan, mit dem David 2016 Juniorenweltmeister im Team wurde, war ebenfalls als Skispringer aktiv. Auch sein jüngster Bruder Aaron versucht sich als Skispringer, während seine Schwester Julia nicht im Wintersport aktiv ist.

## Erfolge

### Weltcupsiege im Team
| Nr. | Datum           | Ort      | Typ         |
| --- | --------------- | -------- | ----------- |
| 1.  | 19. Januar 2019 | Zakopane | Großschanze |

### Continental-Cup-Siege im Einzel
| Nr. | Datum             | Ort                    | Typ           |
| --- | ----------------- | ---------------------- | ------------- |
| 1.  | 20. Dezember 2015 | Rovaniemi              | Normalschanze |
| 2.  | 9. Januar 2016    | Garmisch-Partenkirchen | Großschanze   |
| 3.  | 5. März 2016      | Vikersund              | Großschanze   |
| 4.  | 7. Januar 2018    | Titisee-Neustadt       | Großschanze   |
| 5.  | 11. Januar 2018   | Bischofshofen          | Großschanze   |
| 6.  | 20. Januar 2018   | Erzurum                | Großschanze   |
| 7.  | 18. Februar 2018  | Brotterode             | Großschanze   |
| 8.  | 17. Juli 2021     | Kuopio                 | Großschanze   |
| 9.  | 4. Dezember 2021  | Zhangjiakou            | Großschanze   |

## Statistik

### Weltcup-Platzierungen
| Saison  | Platz | Punkte |
| ------- | ----- | ------ |
| 2015/16 | 49.   | 037    |
| 2016/17 | 61.   | 012    |
| 2017/18 | 59.   | 011    |
| 2018/19 | 34.   | 131    |

### Grand-Prix-Platzierungen
| Saison | Platz | Punkte |
| ------ | ----- | ------ |
| 2016   | 33.   | 078    |
| 2017   | 85.   | 003    |
| 2018   | 54.   | 020    |
| 2020   | 32.   | 006    |
| 2021   | 85.   | 003    |
| 2022   | 65.   | 010    |

### Continental-Cup-Platzierungen
| Saison  | Sommer | Sommer | Winter | Winter | Gesamt | Gesamt |
| Saison  | Platz  | Punkte | Platz  | Punkte | Platz  | Punkte |
| ------- | ------ | ------ | ------ | ------ | ------ | ------ |
| 2014/15 | 0090.  | 0012   | 0085.  | 039    | 0098.  | 0051   |
| 2015/16 | 0060.  | 0037   | 0005.  | 0559   | 0012.  | 0596   |
| 2017/18 | 0040.  | 0061   | 0003.  | 0968   | 0003.  | 1029   |
| 2018/19 | 0005.  | 0398   | —      | —      | 0024.  | 0398   |
| 2020/21 | —      | —      | 0040.  | 0096   | 0043.  | 0096   |
| 2021/22 | 0005.  | 00301  | 0014.  | 00445  | 0005.  | 00746  |
| 2022/23 | 0048.  | 0018   | 0013.  | 00244  | 0027.  | 00348  |

## Auszeichnungen
- Ehrenmedaille in Silber des Sportkreises Freudenstadt[8]